# 失業

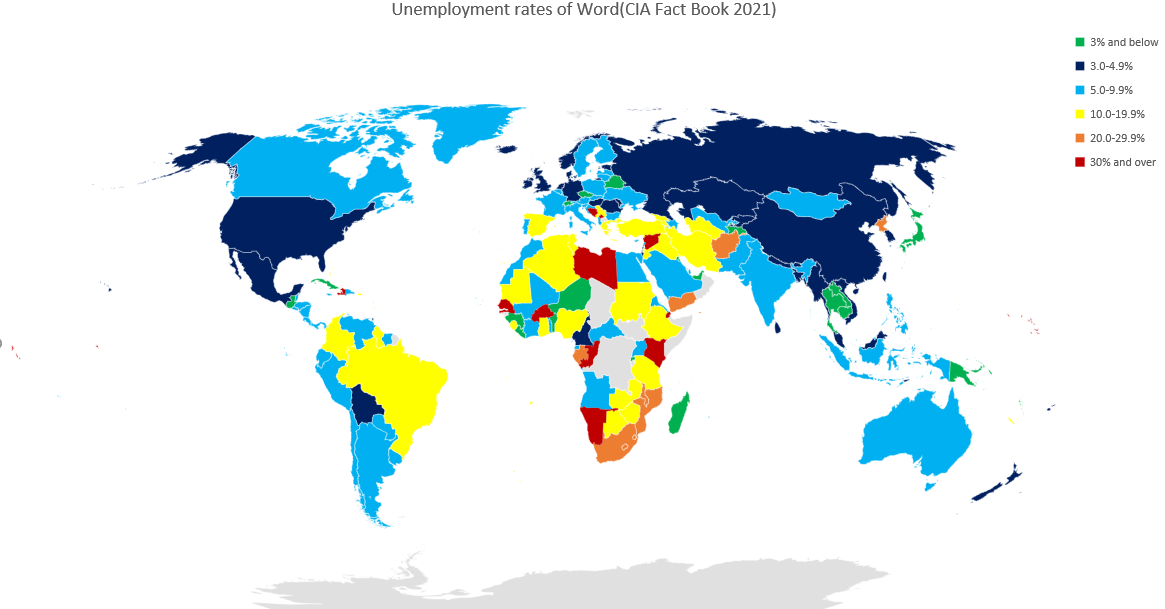
世界の失業率'（最新年度） 灰色は統計資料が入手できないことを表す。CIA World Factbook による

OECD各国の全労働力人口における失業者

OECD各国の労働力人口における若年失業者(15-24歳)

失業（しつぎょう、英: unemployment）とは、職業（仕事）を失うこと、および労働の意思も能力もあるのに仕事に就けない状態を指す。特に､仕事が無い状態を指す無職（むしょく）のうち、就業に向けた職探しを行っている者の状態を指し､金銭的困窮状態の者を失業者（しつぎょうしゃ）と言う｡
労働力人口に対する失業者数の割合を失業率と言う。経済面から考えて、完全雇用（Full employment）とは、労働力、技術、土地、資本、その他の生産要素を最大限に活用して、最大限の持続可能な生産能力を生み出している健康寿命に余りがある状態をさし、「失業者が一人もいない」ということではなく、一定の摩擦的失業の存在を含んだ状態のことをいう。
国際労働機関（ILO）によれば、2018年の時点では全世界で1億7200万人（報告された世界の労働力人口の5%）が無職であった。
15-24歳の労働力人口における失業を若年失業といい、日本など一部を除いて北欧の福祉国家でさえも若年失業率が20 %から下がらないことがOECD加盟国で大きな問題になっている。

## 失業の分類と理論
失業には自発的失業、摩擦的失業、非自発的失業の3様態がある。この分類は、ジョン・メイナード・ケインズによってなされたものである。
自発的失業
景気の良し悪しとは無関係に存在する（自然失業率）。自己の意思により失業を選択している、あるいはより良い労働条件を求めて自分の意志で失業すること。
摩擦的失業
景気の良し悪しとは無関係に存在する（自然失業率）。後述を参照。
非自発的失業
完全失業（完全失業率）。現行の賃金で就職を望んでいるにもかかわらず、自ら望まない形で失業していること。
失業者 = 自発的失業者 + 摩擦的失業者 + 非自発的失業者。
潜在産出量が、国内総生産と等しくなった場合、「非自発的失業」は無くなるとされている。

### 失業の要因別分類
失業を発生要因別に、需要不足失業、摩擦的失業、構造的失業の3種類に分類できる。
需要不足失業
景気の変動（循環）に伴って労働需要（雇用の受け皿）が減少することにより生じる失業で、循環的失業とも呼ばれる。リアルビジネスサイクル理論などが例である。
摩擦的失業
転職や新たに就職する際に、企業と求職者の互いの情報が不完全であるため両者が相手を探すのに時間がかかることや、労働者が地域間を移動する際に時間がかかることなどにより生じる失業。
構造的失業
労働市場における需要と供給のバランスはとれているにもかかわらず、企業が求める人材と求職者の持っている特性（職業能力や年齢など）などが異なるというミスマッチにより生じる失業。

### 非自発的失業
新古典派経済学やマネタリストの見解では、市場経済が機能することで労働者の需要と供給は一致し、求職者はすべて職を得ることが可能となるとする。ただし、ケインズ経済学は市場メカニズムは短期的には上手く働かないと指摘しており、非自発的失業が発生するとしている。非自発的失業はケインズによって発見されたものであり、非自発的失業の存在を認めるかどうかについては、ケインズ経済学的立場と新古典派的立場の間で意見が分かれる。
労働市場では、家計が労働を供給し、企業が労働を需要する。労働の需給が一致するときに現実の雇用量と賃金が決まる。労働市場では、賃金が高ければ、企業は雇用を減らし労働者は供給を増やす。新古典派経済学は、賃金が労働の需給を一致させるように決まると考えるため、非自発的失業は存在しないとする。名目賃金の低下は、労働の供給が需要を上回るときに起こる。
これは新古典派が、価格の自在な伸縮によって全ての売れ残りの解消が可能とするセイの法則を前提として、失業者は現在雇用されている労働者よりも低い賃金を提示して職を見付けることが可能であるとするためである。賃金価格の下落によって失業が解消されないのは、その賃金以下では働かないという労働者の選択に唯一の原因があるとする。
これに対してジョン・メイナード・ケインズのマクロ経済学は、有効需要の不足が失業発生の理由とみなした。ケインズ経済学では、「賃金は硬直的なので、需要と供給が一致することはない」とされる。ケインズ経済学では、労働市場では賃金の下方硬直性があるため失業は存在する。また、財・サービス市場においても価格は硬直的であり、価格が瞬時に調整されるわけではない。価格・賃金は短期的にはゆっくりとしか調整されない。ケインズ経済学の賃金・価格の硬直性は短期の仮定であり、数年間かければ賃金・価格はやがて調整される。ただし、利子率の下方硬直性では、ケインズ的不況が短期ではなく中期（10年程度）に渡って継続される。
ケインズは、セイの法則と相対する有効需要の原理を提示し、社会全体の生産物に対する需要によって雇用量が決定されるとして、不完全雇用を伴う均衡の可能性を認める。そのさい有効需要の不足によって発生した非自発的失業は、総需要を拡大することによって解消されなければならないとした。
名目賃金の下方硬直性を説明する要因としては、相対賃金仮説、効率賃金仮説、インサイダー・アウトサイダー仮説など様々な理由が考えられている（詳しくは労働経済学を参照）。

### 循環的失業

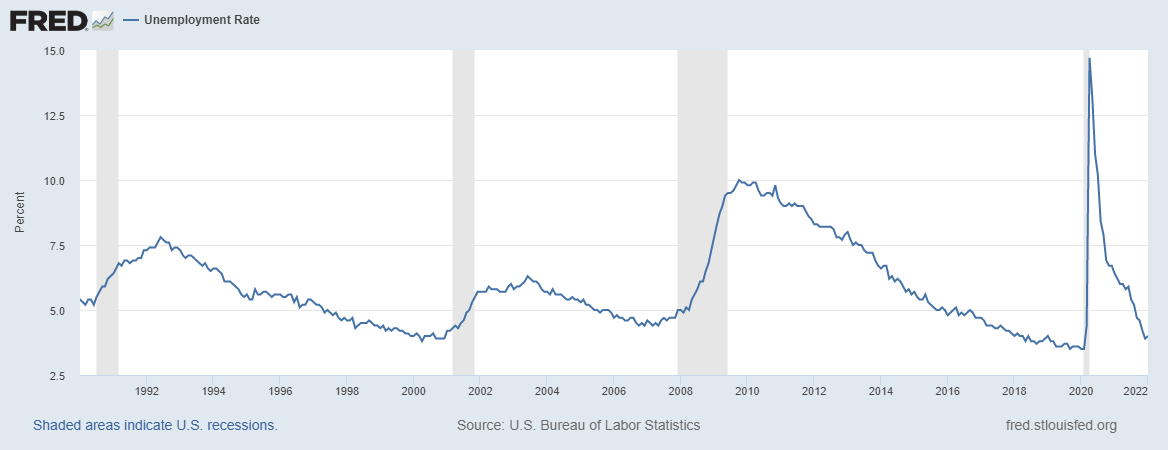
米国の失業率（1990—2022）。グレー部が循環的失業。

循環的失業（Cyclical）はケインズ型失業（Keynesian unemployment）とも呼ばれ、働きたい者すべてに仕事を提供するのに十分な総需要が無いときに発生する。多くの財やサービスに対する需要が低下し、必要な生産量が減った結果として、必要な労働者も減るが、賃金には下方硬直性があるため均衡水準に達するまで下がらずに、失業が発生するのである。

### 完全雇用の下での失業

短期フィリップス曲線はインフレ率と失業率の関係を示す

構造的ないし摩擦的理由で失業している人の労働人口に対する割合を自然失業率（インフレ非加速的失業率、略してNAIRU）という。自然失業率（の解釈の1つ）は、経済が均衡状態にあるときの失業率である。
政府は公共政策により失業率を調整できるが、失業率を自然失業率以下にしようとすると、インフレが起こる。従って、インフレを起こさずに政策によって減らせる失業は循環的失業の部分だけである。
また、ジョージ・アカロフらによって、自然失業率の水準はインフレ率によって左右されることが指摘されている。これら研究によれば、インフレ率がある閾値から低下すればするほど、自然失業率の水準が高まっていくこととなる。よって、インフレ率が非常に低いないしデフレの経済において、失業率を低下させる政策が採られた場合、一時的には失業率が自然失業率を下回ってインフレを加速させるが、それによってインフレ率の水準が高まると自然失業率の水準が低下するため、失業率が自然失業率よりも高い状態になればインフレの加速も止む。このことはまた、インフレ率などを勘案せず、失業率の水準だけを見て循環的失業の規模を推計することや、産出量ギャップの大きさを判断することの危険性を示している。
失業率は総産出量（実質GDP）と潜在産出量との差をパーセント表示したもの（産出量ギャップ、GDPギャップ）に関係している事が知られている。
- 産出量ギャップ = 100 × (総産出量－ 潜在産出量)/潜在産出量 （%）

産出量ギャップが負の場合は、資源を完全には利用できていない状態なので、失業率は自然失業率よりも高くなる。逆に正であれば、失業率は自然失業率よりも低くなる。
なお、産出量ギャップが正の場合をインフレギャップといい、負の場合をデフレギャップという。
産出量ギャップが短期的には0にならない理由として、雇用契約が挙げられる。景気が悪化しても、企業は契約の関係上、短期的には社員の給料も下げない。したがって給料は完全雇用を達成する水準より高い水準となってしまい失業者が増加し、それにより産出量ギャップが生じる。
過去のデータから、産出量ギャップと失業率には次の関係があると推定されている（オークンの法則）：
- 失業率 = 自然失業率 - 0.5 産出量ギャップ （%）

これらのように、景気は実質GDPによって決まるが、それに対し失業率は産出量ギャップによって決まる。したがって景気（実質GDP）が上昇したとしても、その上昇速度が潜在産出量のそれよりも緩やかなら、「雇用なき景気回復」（ジョブレス・リカバリー）が起こる。
最後に、失業率を自然失業率以下に下げようとし続けると何が起こるのかを見る。例えば2%のインフレを起こすと、失業率を自然失業率以下に下がる。しかししばらくすると、国民は2%のインフレ率を予想に織り込んで行動するようになる。したがって再び失業率が上昇する。失業率をもう一度下げるには、さらに高い率のインフレを起こさねばならない。しかしこの高いインフレ率もそのうち予想に織り込まれるので失業率が再び上昇してしまう。このように、失業率を自然失業率以下に抑えつづけるには、インフレを加速させ続けねばならない。
名目賃金の下方硬直性がある場合、労働需要を増加させるには物価の上昇が必要であるが、労働需要の増加によって完全雇用が達成されると、それ以上は需要が増えても物価が上昇するだけになってしまう。

### 隠れた失業
公的統計においては、隠れた失業（潜在的失業）を考慮しないことにより、失業率が過小評価されることが多い。隠れた失業とは、統計の手法によって公式の失業統計に反映されていない潜在的な失業のことである。多くの国では、仕事はないが積極的に仕事を探している人（完全失業者）や、社会保障給付を受ける資格のある人のみが、失業者として数えられる。就業意欲喪失者や、政府の職業訓練プログラムに参加している人は、無職であっても公式には失業者として数えられない。
また不完全雇用（underemployed）と呼ばれる、希望する時間より少ない時間しか働けないパートタイマーや、自分の能力を十分に生かせない仕事をしている人（資格過剰）も統計には含まれない。さらに生産可能年齢に達しているが、現在フルタイムで教育を受けている人は、一般的には政府統計において失業者とはみなされない。原野で採集、狩猟、牧畜、農業を営むことで生計を立てている伝統的な先住民社会においては、失業者として統計に数えられる場合と、数えられない場合がある。

### その他の失業の種類
次のような失業も考えることができる。
- 季節的失業 - 季節的要因により発生する失業[31]。
- 一時的失業 - 農業従事者の農閑期の失業。
- 産業予備軍 - 資本家にとって賃金抑制装置として必要とされる相対的過剰人口。
- 技術的失業 - 機械化・自動化により、特殊能力が不要となり発生する構造的失業[32]。

## 歴史
中世キリスト教世界（＝カトリックの世界）では、貧しいことは「神の心にかなうこと」とされ、そのような人に手を差し伸べることは善行であった。宗教改革（＝プロテスタンティズムの登場）は、こういった見方を一変させ、「怠惰と貪欲は許されざる罪」で、物乞いは「怠惰の原因」として排斥し、労働を「神聖な義務」であるとした。プロテスタンティズムの流行は貧しいものへの視線を変容させ、「神に見放されたことを表す」という見方が広がり、都市を締め出された貧民は荒野や森林に住みつくか、浮浪者となって暴動を起こすようになった。
イギリスでは1531年に王令により貧民を、「病気等で働けない者」と、「怠惰ゆえに働かない者」に分類し、前者には物乞いの許可を下し、後者には鞭打ちの刑を加えることとした。1536年には成文化され救貧法となり、労働不能貧民には衣食の提供を行う一方、健常者には強制労働を課した。産業革命が加速する18世紀まで、健常者の「怠惰」は神との関係において罪として扱われ、救貧院の実態は刑務所そのものであった。18世紀以降、キリスト教の価値観を離れた救貧活動が広がり、ギルバート法の成立やスピーナムランド制度がイギリスで成立し、救貧や失業に対する価値観はようやく変転を見せた（救貧法参照）。
産業革命以後、賃労働者の比率が高くなったことから、失業は重大な社会問題として取り扱われることとなった。19世紀のイギリスにおいては、金融と設備投資の循環から、ほぼ10年おきに恐慌が発生しており、そのたびに失業率が10 %近くにまで上昇する循環があった。
20世紀に入って、この循環は次第に崩れ、1929年に発生した世界恐慌以後は、各国で失業が急増。アメリカ合衆国（以下アメリカ）では一時失業率が25 %に達し、社会革命が公然と叫ばれた。なお、この時の失業はニューディール政策により一時的に減少したが、政策が後退すると再び増加し、第二次世界大戦による大規模な軍需発生まで解決されなかった。
戦後、ブレトンウッズ体制の下で西側諸国は奇跡的な高度成長を達成。国家による経済政策への大幅な介入により完全雇用がほぼ達成された。1970年代に入ると、名目賃金の上昇とオイルショックの発生で供給構造が傷み、インフレーションの下で失業が増加した（スタグフレーション）。
1980年代に入ると不況からの脱出を図り新自由主義的経済政策（レーガノミクス、サッチャリズム、ロジャーノミクスなど）が導入され、労働市場が流動化した国々では経済成長率が高まったが、同時期にインフレ率抑制を目的にした金融政策が採用され、失業率は大幅に上昇した。
1990年代になり、アメリカ・イギリスは構造的な高失業から脱出したが、大陸欧州諸国は高い失業率に甘んじた。また、欧米に比べ低失業率だった日本においても、バブル経済崩壊以降の長期不況により失業が顕在化、社会問題となった。
2009年前後には世界金融危機がピークに達し、世界各国で高い失業率が記録された。
2020年には新型コロナウイルスの感染拡大により、各国で外出禁止令や都市のロックダウンが行われて経済活動が大きく減退した結果、失業率も大幅に上昇。アメリカは2020年4月に失業率14.7%、GDPは第二四半期に-32.9%を記録。その結果、新規失業者数も増加した。2020年2月から2020年4月が米国の景気後退期と認定された。その後、2020年4月以降は、米国では急速に回復し、2022年7月の失業率は3.5%と歴史的低水準（3.5%となったのは2020年とその前は1969年）となった。

## 計測

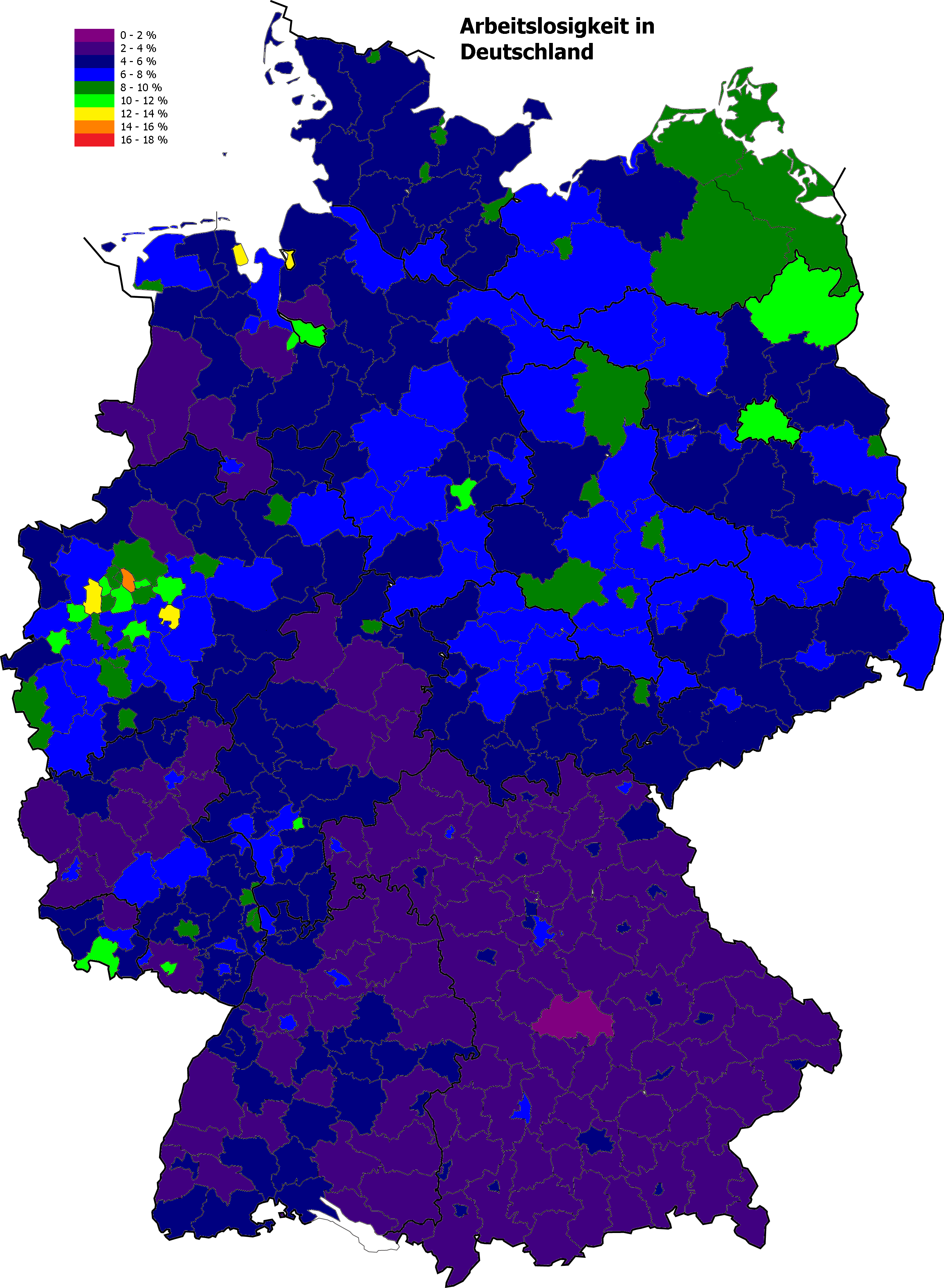
失業率は一国の地域によっても大きく異なる。失業率の高さは、紫＜青＜緑＜黄＜赤となっている。（ドイツ、2020年10月）

失業を測る尺度である失業率（Unemployment rate）は、労働力人口に対する失業者数の割合パーセントで定義される。
{\displaystyle {\text{Unemployment rate}}={\frac {\text{Unemployed workers}}{\text{Total labor force}}}\times 100}
国際労働機関の定義による失業者（unemployed workers）は、現在働いていないが、給与を得るために働く意思と能力があり、現在働くことが可能で、積極的に仕事を探している人をさす。
求職活動を積極的に行っている人とは、過去4週間以内に雇用主との接触、面接、職業紹介所への連絡、履歴書の送付、応募書類の提出、求人広告への問い合わせ、何らかの方法で積極的に就職活動を行う努力を行っている者のことである。単に求人広告を見るだけで問い合わせを行っていなければ、積極的に仕事を探しているとはみなされない。すべての失業者が政府機関によって把握されているとは限らないため、失業に関する公式統計は正確でない場合がある。
なお、仕事探しをあきらめた人は就業意欲喪失者 (discouraged worker)と呼ぶ。

### 米国
アメリカ合衆国労働省労働統計局（BLS）では、失業率のほか、失業の異なる側面を測定する6つの代替指標U1～U6を定義している。
- U1: 15週間以上失業している労働力の割合[41]。
- U2: 失業、もしくはパートタイム契約を満了した労働力人口の割合。
- U3: ILO定義による公式の失業率、すなわち無職であり、かつ過去4週間以内に積極的に仕事を探している場合[42]
- U4: U3に就業意欲喪失者を加えたもの。すなわち現在の経済状況から自分には仕事がないと考え、仕事を探すのをやめた者。
- U5: U4に、"marginally attached workers"、"loosely attached workers,"、働きたく考えているが仕事を最近は探していない者を加えたもの。
- U6: U5に、フルタイム雇用を希望するが、経済的理由でパートタイムで働いている不完全雇用者を加えたもの。

### 日本
総務省統計局「労働力調査」詳細集計（2018年以降）の就業状態の分類
|        |        |        |        |        |        |            |            |            |            |            |            |        |        |        |        | 15歳以上人口 |            |            |            |                |                |                |                |                  |                  |                  |                  |                  |                  |        |        |        |        |  |  |  |  |  |  |  |  |  |  |  |  |  |  |  |  |  |  |  |  |
|        |        |        |        |        |        |            |            |            |            |            |            |        |        |        |        |              |            |            |            |                |                |                |                |                  |                  |                  |                  |                  |                  |        |        |        |        |  |  |  |  |  |  |  |  |  |  |  |  |  |  |  |  |  |  |  |  |
|        |        |        |        |        |        |            |            |            |            |            |            |        |        |        |        |              |            |            |            |                |                |                |                |                  |                  |                  |                  |                  |                  |        |        |        |        |  |  |  |  |  |  |  |  |  |  |  |  |  |  |  |  |  |  |  |  |
|        |        |        |        |        |        | 労働力人口 | 労働力人口 | 労働力人口 | 労働力人口 | 労働力人口 | 労働力人口 |        |        |        |        |              |            |            |            |                |                |                |                | 非労働力人口     | 非労働力人口     | 非労働力人口     | 非労働力人口     | 非労働力人口     | 非労働力人口     |        |        |        |        |  |  |  |  |  |  |  |  |  |  |  |  |  |  |  |  |  |  |  |  |
|        |        |        |        |        |        | 労働力人口 | 労働力人口 | 労働力人口 | 労働力人口 | 労働力人口 | 労働力人口 |        |        |        |        |              |            |            |            |                |                |                |                | 非労働力人口     | 非労働力人口     | 非労働力人口     | 非労働力人口     | 非労働力人口     | 非労働力人口     |        |        |        |        |  |  |  |  |  |  |  |  |  |  |  |  |  |  |  |  |  |  |  |  |
|        |        |        |        |        |        |            |            |            |            |            |            |        |        |        |        |              |            |            |            |                |                |                |                |                  |                  |                  |                  |                  |                  |        |        |        |        |  |  |  |  |  |  |  |  |  |  |  |  |  |  |  |  |  |  |  |  |
|        |        | 就業者 | 就業者 | 就業者 | 就業者 | 就業者     | 就業者     |            |            | 失業者     | 失業者     | 失業者 | 失業者 | 失業者 | 失業者 |              |            |            |            | 潜在労働力人口 | 潜在労働力人口 | 潜在労働力人口 | 潜在労働力人口 | 潜在労働力人口   | 潜在労働力人口   |                  |                  | その他           | その他           | その他 | その他 | その他 | その他 |  |  |  |  |  |  |  |  |  |  |  |  |  |  |  |  |  |  |  |  |
|        |        | 就業者 | 就業者 | 就業者 | 就業者 | 就業者     | 就業者     |            |            | 失業者     | 失業者     | 失業者 | 失業者 | 失業者 | 失業者 |              |            |            |            | 潜在労働力人口 | 潜在労働力人口 | 潜在労働力人口 | 潜在労働力人口 | 潜在労働力人口   | 潜在労働力人口   |                  |                  | その他           | その他           | その他 | その他 | その他 | その他 |  |  |  |  |  |  |  |  |  |  |  |  |  |  |  |  |  |  |  |  |
|        |        |        |        |        |        |            |            |            |            |            |            |        |        |        |        |              |            |            |            |                |                |                |                |                  |                  |                  |                  |                  |                  |        |        |        |        |  |  |  |  |  |  |  |  |  |  |  |  |  |  |  |  |  |  |  |  |
| 従業者 | 従業者 | 従業者 | 従業者 | 従業者 | 従業者 |            |            | 休業者     | 休業者     | 休業者     | 休業者     | 休業者 | 休業者 |        |        | 拡張求職者   | 拡張求職者 | 拡張求職者 | 拡張求職者 | 拡張求職者     | 拡張求職者     |                |                | 就業可能非求職者 | 就業可能非求職者 | 就業可能非求職者 | 就業可能非求職者 | 就業可能非求職者 | 就業可能非求職者 |        |        |        |        |  |  |  |  |  |  |  |  |  |  |  |  |  |  |  |  |  |  |  |  |

日本において失業率という場合、完全失業率を指す。失業者とは「働く意思と能力があるのに仕事に就けない状態にある人」を指すので、仕事探しをあきらめた人（就業意欲喪失者）は失業者には含まれない。
「働く意志がある」とは、労働力調査においては、ハローワークに通って職探しをするなど仕事を探す努力や事業開始の準備をしていること、とされている。仕事に就けない状態には仕事をしなくても職場から給与などを受け取っている場合を含まず、こうした場合は休業者として扱われる。

### 景気等との関係
失業率は、国全体の景気動向を知る上で重要な指標となっている。不況による失業率の上昇は、労働力が有効に活用されていないという経済的な無駄が増えていることを意味する。
失業率は様々な経済活動と関連しながら変動する労働市場においての需給の引き締め度合いを表すシグナルとなる。
失業率の抑制は経済政策の重要な目標とされる。また、失業率を減らすことは、労働の経済学の重要な課題である。
失業率は、
1. 様々な経済活動の「結果」
2. 失業率を契機とした景気変動などに影響を与える「要因」

というの二つの側面がある。
失業率は景気と相関があると言われているが、動きが一致するとは限らない。失業率は、景気循環要因以外にも、経済構造に関連する要因によっても動く。伝統的な日本的経営のもとでは、企業は従業員の雇用を守ることを企業の社会的使命の1つと考えており、整理解雇、特にリストラをなるべく忌避し、ぎりぎりまで状況を見極めようとするからである。その反面、採用についても、大企業になるほど、慎重で計画性や人員構成のバランスを重んじ、不要不急の採用は避ける傾向にある（一方で、近年非正規雇用の採用は柔軟に行っており、雇用関係指標を見る際にはその点も考慮に入れる必要がある）。
また、労働者側も、不況が長期化すると就業意欲喪失者が増加するが（不況で求人が少なくなり「どうせ就職できない」とあきらめる人が増える）、このため失業者数が減り、失業率を押し下げる要因になり、表面上は景気が回復したかに見える。逆に、景気回復局面では（景気が良くなって求人が増えるだろう、と）新規に仕事探しを始める人が現れるので、かえって就労を希望する「失業者」が増えて、失業率を押し上げることになる。
以上のようなことから、失業率は景気に対して遅行指標となっており、失業率のみならず他の景気指標を併せてみる必要がある。失業率は景気動向と比較して、通常1年から1年半送れて変動する。また、景気の先行指数の代表である株価と、遅行指数の一つである失業率は、一時的に正反対の動きを見せることがある。

## 影響
高い失業率の問題は、国全体としての所得の低下にとどまらず、
1. 所得分配の不平等化の要因となる
2. 貧困をもたらす
3. 人々の幸福感を大きく阻害する
4. 犯罪利率・自殺率を高める

といった痛みを人々に対して与える。
失業率と犯罪発生件数は相関があり、失業率が下がると犯罪発生件数が下がると2006年版犯罪白書で報告されている。

## 各国の失業率

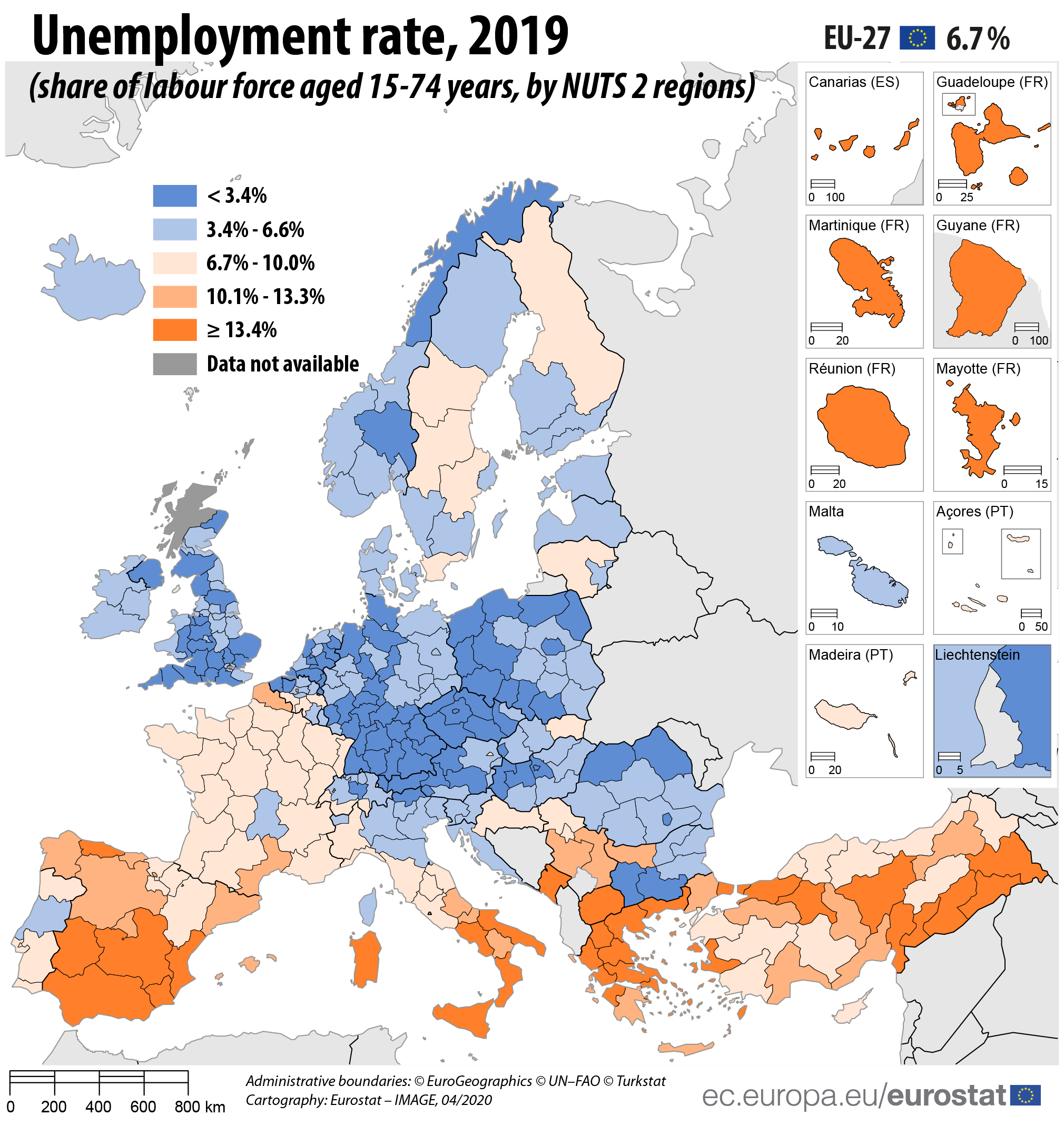
欧州地域及びトルコの失業率（2019年,Eurostat.）

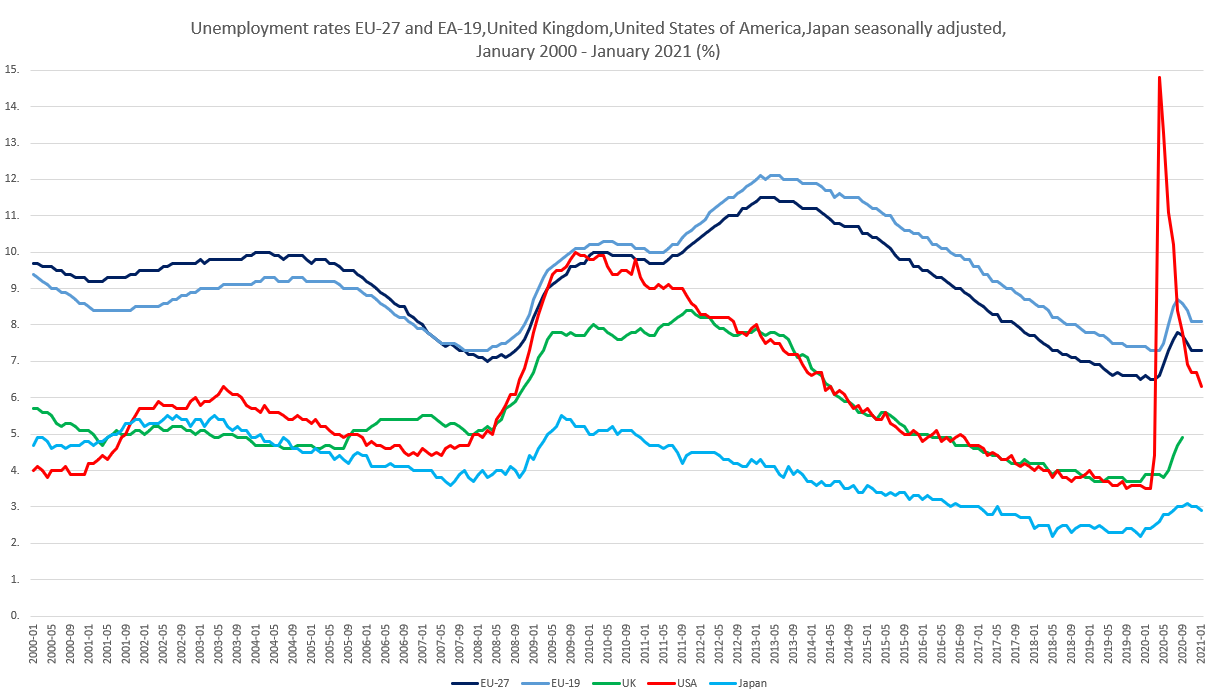
2000年1月-2021年1月の日本と米国とイギリス、欧州連合の失業率

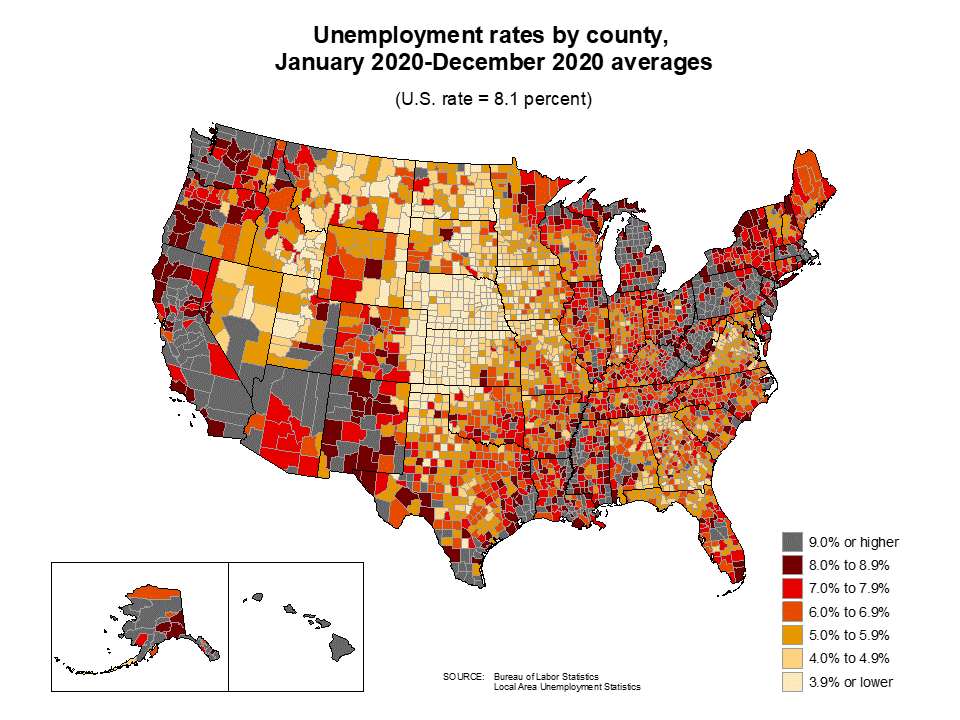
米国各州の失業率（2020年 年平均）

各国の失業率及び概況を示す。ただし算定基準は日本と異なる国も多い。
- アメリカ合衆国 - 1970年代、高失業率に苦しんだアメリカだが、その後のIT革命などにより失業率は改善した。FRBの金利判断の指標の一つとなるなど、世界でもっとも注目を集めている失業率。
- ドイツ - 1980年代までの旧西ドイツは失業率が高くなかったが、1989年のベルリンの壁崩壊以降、旧東ドイツの高失業を抱え込んだため、失業率は高止まりをしていたが、EU加盟によるユーロ安の恩恵を受けて輸出経済が発展し、ユーロ導入国の中では一人勝ちと言っていいほどの低失業率となった。ドイツ#経済も参照。
- フランス - 高失業率に苦しんでおり、労働政策が政局にも影響を与えている。また、職を奪っているとして移民への風当たりも強い。フランス#高失業率、2005年パリ郊外暴動事件も参照。
- シンガポール 2.25% （2019年）[1]
- 中華民国（台湾） 3.73%（2019年）[1]
- ユーロ圏（EU） 6.7% （2019年,15歳以上75歳未満）[53]
- ナウル - 経済崩壊と財政破綻により政府職員を除くほぼ全ての国民が失業状態のため、失業率は2004年時点で90%とされる。その後、失業率は2011年時点で23%とされる[1]。
- 日本 -  3.0%（2020年、完全失業率）。

失業保険の給付期間の長い国ほど失業率が高い傾向があり、給付期間が短期なほど失業率が押し下げられる傾向が顕著となる。

日本の失業率（男女別、年齢別）。15-24歳の細線が若年失業者にあたる。

### 諸外国の高い若年失業率問題
研究チームの分析によると、2007年まで欧州では、相対的貧困レベルで世代間格差がなかった。しかし、2007年以降に欧州の65歳以上の高齢層の所得は10%増加した一方、同期間に15〜24歳の若年層の所得はむしろ激減した。研究チームはその背景に「若年失業」と指摘している。EU統計局によると、2007年にEU地域の若年失業率は15.6%だったが、2014年に23.8%まで急騰した後、2016年にも20.9%で長期間の高い若年失業率が続いている。若年失業問題が欧州で極限に達した2014年には南欧諸国でスペインの53.2%、ギリシャの52.4%、イタリアの42.7%で約半分の15才から25才が失業者であった。国際通貨基金の研究者は、「失業の呪いが長期間持続されたことで青年たちはより一層仕事を見つける難しくなっている」、「欧州の若年層は、全体の世代の中で資産に対する負債比率が最も高い世代であり、金融危機が再発した際に青年層が最も脆弱で打撃を受けることになる」と述べている。2017年に世界の若年失業率は二年連続で悪化し、13.1%だった。世界で15～24歳の若年労働者で失業中なのは2017年で7090万人、2018年には7110万人に増加することが予測されている。
高い若年失業率で若者が就職難である韓国と対照的で人手不足の日本に就職する韓国人が毎年増加している。日本の厚生労働省が発表した2017年の「外国人雇用現状」で2008年には約2万人だった日本で就業した韓国人が2017年10月時点で5万5900人になって、初めて5万人越えした。2016年からの増加幅は過去最大で1年間で約8000人増加し、2008年からの9年間で約2.7倍になった。2017年の韓国の若年失業率は2000年以降最も高い9.9%で、日本を就職先として注目する韓国人が増加し、日本語の学習熱が復調している。

## 失業者の支援

### 日本
- ハローワークによるもの
  - 訓練・生活支援給付 - 生活費を支給。ただし訓練を受講することが条件
  - 長期失業者支援 - 民間事業者に委託して再就職を支援。生活資金を貸付
  - 就職困難者支援 - 民間事業者が住居を用意して再就職を支援。生活・就職活動費を給付
  - 就職安定資金融資 - 住宅入居費、家賃補助（雇用保険非受給者のみ）、生活・就職活動費（同じ）を貸付
- 福祉事務所などによるもの
  - 住宅手当緊急特別措置 - 生活保護に準じた住宅手当を支給
- 社会福祉協議会によるもの
  - 総合支援資金 - 生活支援費、住宅入居費などを貸付
  - 臨時特例つなぎ資金貸付 - 生活費を貸付。公的な給付制度が決定されるまで

## 失業に関する議論

### 統計
アメリカの失業統計について、経済学者のスティーヴン・ランズバーグは「失業統計には、失業者の数だけでなく、平均失業期間も含まれる。こうした数値は、特定の日の失業者を調査し、失業期間を訊ねてその回答を平均して算出される。結果、過大となる。長期失業者が調査日に失業している確率は高く、短期失業者が調査日に失業している確率ははるかに小さい。よって、特定の日・週に集められたサンプルに長期失業者が相対的に多く含まれる」と指摘している。

### 日本の統計
厚生労働省の2002年度版『労働経済白書』では、2001年の完全失業率5%のうち、3.9%は構造的ミスマッチ失業であり、1.1%が需要不足による失業と推計されている。第一勧銀総合研究所の推計によると、2000年の労働需給のミスマッチによって発生した失業者数は、失業者全体の7割程度を占めているしており、雇用を改善させるためには景気回復によって労働需要を増加させるとともに、労働需給のミスマッチの解消が欠かせないとしている。

### 雇用保護規制
「雇用の流動化」とは、離職・転職のしやすさを示し、人的資源の効率的使用を意味する。
みずほ総合研究所は「欧州の例では、雇用保険を手厚くするとその分失業者の失業期間が長期化している。失業者が雇用機会を取得する努力を怠り、モラルハザードを引き起こす。失業給付が充実していれば失業状態を続けようとする意思が働いてしまう。失業保険を安易に拡大することは避けなければならない。欧州では、失業保険拡充の失敗を教訓に、雇用政策の重点を失業保険から教育訓練・職業紹介へ移行させている」と指摘している。

### 精神的影響
失業は社会や環境に起因するものであり、失業者本人の責任ではないため、失業者は自己同情を通じて、自分が置かれている状況をどのように受け止めているかを確認することができる。自分がどのように経験しているかを理解することで、再就職活動をより効果的に進めることができる。